# Det Grønlandske Hus i København
Det Grønlandske Hus i København er en selvejende institution, der danner rammen om grønlandske initiativer i København.

## Historie
Huset blev stiftet på initiativ af grønlandske foreninger i byen, og planerne fik luft under vingerne i forbindelse med en gave fra kommunen i anledning af Københavns 800-års jubilæum i 1967.
Men først i 1973 fandt man det rigtige hus – Løvstræde 6 - der indtil da havde huset Cohrs Sølvvarefabrik. Efter nogle ombygninger kunne huset (under navnet ”Grønlændernes Hus”) indvies den 20. juni 1974 af Hendes Majestæt, Dronning Margrethe 2., der er protektor for huset.
Fra begyndelsen dannede huset ramme om den grønlandske forening Peqatigiit Kalaallit og Unge Grønlænderes Råd. Desuden havde Det Grønlandske Rådgivningskontor, Pôκ til huse på adressen.
Det Grønlandske Hus danner i dag stadig rammen om det grønlandske foreningsliv. Arbejdsopgaverne er udvidet og omfatter vejledning for grønlandske uddannelsessøgende, åben social rådgivning med flere sociale projekter og et omfattende kultur- og informationsarbejde, der bl.a. omfatter kunstudstillinger, galleri, foredrag og film m.v. 
Ejendommen har gennemgået adskillige ombygninger i tidens løb, og fremstår nu som "et stykke Grønland i Danmark" og "Københavnernes vindue til Grønland".